# Cucullia sachalinensis
Cucullia sachalinensis är en fjärilsart som beskrevs av Matsumura 1925. Cucullia sachalinensis ingår i släktet Cucullia och familjen nattflyn. Inga underarter finns listade i Catalogue of Life.